# Феджернік
Феджернік (рум. Fegernic) — село у повіті Біхор в Румунії. Входить до складу комуни Сирбі.
Село розташоване на відстані 434 км на північний захід від Бухареста, 21 км на північний схід від Ораді, 121 км на північний захід від Клуж-Напоки.

## Населення
За даними перепису населення 2002 року у селі проживали 366 осіб.
Національний склад населення села:
| Національність | Кількість осіб | Відсоток |
| -------------- | -------------- | -------- |
| румуни         | 256            | 69,9%    |
| словаки        | 62             | 16,9%    |
| угорці         | 48             | 13,1%    |

Рідною мовою назвали:
| Мова      | Кількість осіб | Відсоток |
| --------- | -------------- | -------- |
| румунська | 260            | 71,0%    |
| словацька | 57             | 15,6%    |
| угорська  | 49             | 13,4%    |